# Opha Pauline Dube

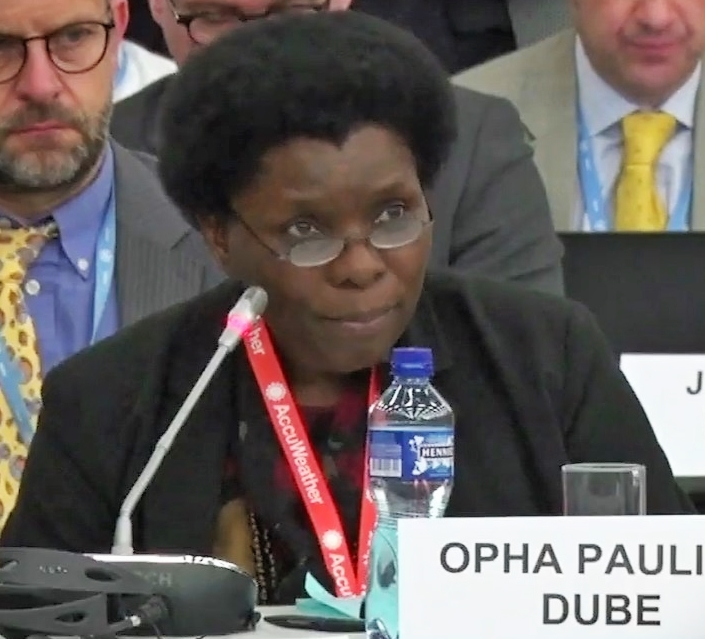
Opha Pauline Dube

Opha Pauline Dube (* 1960) ist eine botswanische Umweltwissenschaftlerin. Sie ist assoziierte Professorin an der Universität von Botswana.

## Leben
Dube promovierte an der University of Queensland in geografischer Wissenschaft. Sie war fünf Jahre stellvertretende Vorsitzende des International Geosphere-Biosphere Programme (IGBP). An der Universität von Botswana gründete sie das Botswana Global Environmental Change Committee.

## Wirken
Dubes Forschung genießt in der Wissenschaft weltweite Anerkennung und konzentriert sich auf das Gebiet globaler Umweltveränderungen im Kontext des Anthropozäns, insbesondere den Klimawandel. In ihrer Forschung befasst sich u. a. mit der Resilienz. Sie ist eine der Verfasserinnen des Sonderberichts 1,5 °C globale Erwärmung des IPCC.

## Veröffentlichungen (Auswahl)
- Frank Biermann, Xuemei Bai, Ninad Bondre, Wendy Broadgate, Chen-Tung Arthur Chen, Opha Pauline Dube, Jan Willem Erisman, Marion Glaser, Sandra van der Hel, Maria Carmen Lemos, Sybil Seitzinger, Karen C. Seton (2016). Down to earth: Contextualizing the Anthropocene. Global Environmental Change, 39, 341–350. doi:10.1016/j.gloenvcha.2015.11.004
- Yiheyis Taddele Maru, Mark Stafford Smith, Ashley Sparrow, Patricia F.Pinho und Opha Pauline Dube (2014). A linked vulnerability and resilience framework for adaptation pathways in remote disadvantaged communities. Global Environmental Change, 28, 337–350. doi:10.1016/j.gloenvcha.2013.12.007